# Saint Johns, Arizona
Saint Johns (în Navajo, Tsézhin Deezʼáhí ), adesea doar St.Johns, este singurul oraș și sediul GR6 comitatului Apache, Arizona, Statele Unite ale Americii. Populația orașului, care se găsește de-a lungul șoselei naționale U.S. Route 180, la vestul intersecției acesteia cu U.S. Route 191, era de 3.538 de locuitori conform recensământului din anul 2000 al Statelor Unite.

## Geografie
Saint Johns se găsește la coordonatele 34°30′7″N 109°22′18″V / 34.50194°N 109.37167°V (34.501921, -109.371543)GR1, în apropierea lanțului montan White Mountains din nord-estul Arizonei.  Conform datelor furnizate de același United States Census Bureau, suprafața totală a orașului era de 17.1 km² (sau de 6.6 mile pătrate), în întregime uscat.